# Caia, São Pedro e Alcáçova
Caia, São Pedro e Alcáçova es una freguesia portuguesa del municipio de Elvas, distrito de Portalegre.

## Historia
Fue creada el 28 de enero de 2013 en aplicación de una resolución de la Asamblea de la República de Portugal promulgada el 16 de enero de 2013 con la unión de las freguesias de Alcáçova y Caia e São Pedro.

## Demografía
| Gráfica de evolución demográfica de Caia, São Pedro e Alcáçova entre 2011 y 2021 |
|                                                                                  |
| Datos según el nomenclátor publicado por el INE portugués.                       |